# BTE 5
Die dreifachgekuppelte Schmalspur-Tenderlokomotive BTE 5 der Bröltalbahn wurde von der Maschinenbau-Gesellschaft Karlsruhe 1884 hergestellt. Sie gehörte zu den ersten Lokomotiven der Bröltalbahn und war bis 1918 in Betrieb.

## Geschichte
Die Lokomotive wurde 1884 wie ihre Vorgänger von der Maschinenbau-Gesellschaft Karlsruhe hergestellt. Im Leistungsprogramm wurde gefordert, dass sie eine Last von 150 t, was einem Zug von 24 Güterwagen entsprach, mit einer Geschwindigkeit von 15 km/h auf einer Strecke mit Krümmungen bis 60 m und einer Steigung von 1:80 ziehen müsste.
Unter diesen Voraussetzungen entstand die genannte Lokomotive. Weitere Exemplare waren geplant. Da die Maschinenbaugesellschaft Karlsruhe damals werkstattmäßig ausgelastet war, wurde die Fertigung der Folgeexemplare an Jung gegeben, wo die geringfügig anders gestalteten BTE 6 bis 13 gebaut wurden.
Über die BTE 5 ist einsatzmäßig nichts bekannt, lediglich dass die Ausmusterung schon vor 1918 erfolgte.

## Konstruktive Merkmale
Es sind nur wenige technische Daten bekannt. Sie hatte einen Außenrahmen, in dem die Räder mit Hallschen Kurbeln angetrieben wurden, ein hinten schräg abgeschnittenes Führerhaus, das stellenweise zur Aufnahme der Kohlevorräte mit dienen musste, seitliche Wasserbehälter und gegen den Schutz vor Waldbränden einen Kobelschornstein. Die Zylinder waren schräg angeordnet. Anfangs wurden die seitlichen Behälter zur Aufnahme der Kohlen verwendet. Waren die Kohlen auf der Heizerseite verbraucht, musste der Heizer die Kohlen von der Lokführerseite durch das enge Führerhaus zur Feuertüre bringen.
Die Lokomotiven besaßen einen relativ geringen Kolbendurchmesser. Dafür musste der Dampfdruck entsprechend größer gewählt werden, um die gewünschte Leistung zu erbringen.